# 弗朗茨·約瑟夫·施特勞斯
弗朗茨·約瑟夫·施特勞斯（德語：Franz Josef Strauß；1915年9月6日—1988年10月3日），西德右翼政治家，拜仁基督教社會聯盟重要成員。
巴伐利亞高級文理中學、慕尼黑大學畢業，獲得經濟學、歷史學學位。第二次世界大战期间曾在东线作战，参与雅西-基什尼奥夫战役。
早年曾為高中教師，1953年至1955年為無任所閣員。1956至1962年出任國防部長，任内在明镜事件中动用司法力量干预新闻媒体引发抗议后下台。1966至1969年出任財政部長，1978至1988年出任巴伐利亞州州長。
施特勞斯與黨內同志海爾穆·柯爾幾乎是政敵，並時常向友人表示自己更適合參選西德總理。施特勞斯費盡苦心，試圖解散兩個兄弟黨，以把柯爾拉下，柯爾最後「自動放棄」，讓施特勞斯在1980年代表德國基督教民主聯盟（CDU）/拜仁基督教社會聯盟（CSU）競選西德總理，惟最終以些微票數敗給由德國社會民主黨及德國自由民主黨的社會自由聯盟。